# Przywilej Piotrowy
Przywilej Piotrowy – w Kościele katolickim prawo do rozwiązania małżeństwa, w którym przynajmniej jedna ze stron jest ochrzczona, a małżeństwo nie zostało skonsumowane (non consumatum). Udzielanie tego przywileju jest zarezerwowane wyłącznie dla Biskupa Rzymu.
Podstawą zastosowania tego przywileju jest uznanie przez katolików tzw. władzy kluczy. W myśl tego przeświadczenia papież, który ma być następcą Piotra Apostoła sprawuje władzę absolutną we wszystkim co dotyczy religii i Kościoła.
Za przesłankę biblijną tego twierdzenia rzymski katolicyzm uważa scenę opisaną w Ewangelii Mateusza, według której Jezus miał władzę taką przekazać Piotrowi:

I tobie dam klucze królestwa niebieskiego; cokolwiek zwiążesz na ziemi, będzie związane w niebie, a co rozwiążesz na ziemi, będzie rozwiązane w niebie.

Kierując się tą zasadą Kodeks prawa kanonicznego określa przywilej rozwiązania małżeństwa sakramentalnego następująco:

Małżeństwo niedopełnione, zawarte przez ochrzczonych lub między stroną ochrzczoną i stroną nieochrzczoną, może być ze słusznej przyczyny rozwiązane przez Biskupa Rzymskiego, na prośbę obydwu stron lub tylko jednej, choćby druga się nie zgadzała.

Szczegóły postępowania proceduralnego w Kościele łacińskim zawarte są w kan. 1697-1706 KPK. W myśl tej procedury wniosek o rozwiązanie małżeństwa składa się na ręce biskupa diecezjalnego petenta. Biskup ten odpowiedzialny jest za przygotowanie procesu dowodowego. Oceny zgromadzonych dowodów dokonuje Stolica Apostolska, natomiast wydanie wyroku w sprawie należy wyłącznie do osoby papieża. W poszczególnych katolickich Kościołach wschodnich normy proceduralne mogą się od siebie różnić, jednak zawsze wydanie wyroku zastrzeżone jest wyłącznie dla papieża.